# Tömördi Madárvárta
A Tömördi Madárvárta egy Actio Hungarica rendszerű madárgyűrűző állomás Nyugat-Dunántúlon, a Vas vármegyében fekvő Tömörd határában, kutatási területe változatos élőhelyeket foglal magában a Tömördi-tó térségében.

## Története
A tömördi Nagy-tó és környéke a 20. század előtt a Chernel család birtokához tartozott, Chernel István egy, a 20. század elején írott naplóbejegyzésében a tavat még közel 19 hektáros nyílt vízfelülettel bíró területként említi. A szabad vízfelület kiterjedése a feltöltődés eredményeként mára jelentősen lecsökkent. A tó átlagos mélysége 60-150 cm, amely a mindenkori csapadékmennyiség függvényében jelentősen ingadozik; a környék igen gazdag növény- és állatvilággal rendelkezik.
A Tömördi-tó gazdag élővilágának tanulmányozására, az itt fellelhető természeti értékek védelmére és bemutatására az 1980-as évek közepén alakult meg a Magyar Madártani és Természetvédelmi Egyesület Chernel Istvánról elnevezett, 8. számú Vas megyei helyi csoportja. Az egyesület 1996-ban 15 hektárt vásárolt a térségben, amely terület magában foglalja a tavat és a környező rétek, bokrosok egy részét is. A madárvárta épülete a következő évben épült meg, a községtől mintegy két kilométerre, a Nagy-tó nyugati végénél, a faluból az Országos Kéktúra jelzésen érhető el a leggyorsabban.
A madárvárta első madárgyűrűzési programját 1998-ban rendezték meg az Actio Hungarica (AH) országos projekt keretében. Azóta minden év tavaszán, március-áprilisban (2005-ig) vagy április-májusban (2006-tól) 7-10 napos madárgyűrűzést szerveznek, míg az őszi vonulási periódusokban július végétől, augusztus elejétől október végéig, november elejéig folyamatosan végzik a madarak befogását, gyűrűzését és mérését az AH módszerei alapján. Tavasszal 23, ősszel 28 függönyhálóval fogják be a madarakat, alkalmanként kockahálót is használnak ragadozó madarak befogásához. A madárvárta 1999-ben csatlakozott a gdanszki (Lengyelország) székhelyű „South-East Bird Migration Research Network” nemzetközi madárvonulás-kutatási hálózathoz. 2004-től az Állandó Ráfordítású Madárgyűrűzés (CES) program hazai indulásakor a Tömördi Madárvártán is megkezdték a helyi fészkelő madarak jelölését, melynek során minden év április 15. és július 15. között, minden 10 napos időszakban egy fél napon át gyűrűznek madarakat. Egy évben, a tavaszi, költési és az őszi, vonulási időszakban összesen több mint 100 napon végeznek madárgyűrűzést a madárvártán.
A madárvártán zajló fontosabb tevékenységek: állományfelmérés, monitoring és madárgyűrűzés; természetvédelmi táborok, szakmai bemutatók és ökológiai terepgyakorlatok szervezése, valamint élőhely-megőrzési célú tevékenységek.
Májustól novemberig: hétvégeken, iskolai szünetek idején a Vártán madárgyűrűzés folyik, amibe a látogatók is betekintést nyerhetnek.

## A terület élővilága

### Növényvilág
A tó vízfelszínén nagy tömegben él az apró békalencse, a tószegélyben a vízi harmatkása, a pántlikafű és a széleslevelű gyékény alkot sűrű állományokat, az elegendően nedves parti sávban pedig a tavi káka és a hamvas fűz a jellegadó növényfajok. A nedves élőhelyek egyik legszebb növénye a mocsári tisztesfű. A part kissé magasabban fekvő területeire jellemző cserjés (kökény, galagonya, vadkörte, stb.) gyepekben olyan, védett növényfajok figyelhetők meg, mint az agárkosbor, a fehér sarkvirág és a szártalan bábakalács. A bokrost és a réteket cseres-tölgyes erdő határolja, melyet az Ablánc-patak völgye felé gyertyános-tölgyes vált fel; a patak mentén égerliget húzódik.

### Állatvilág

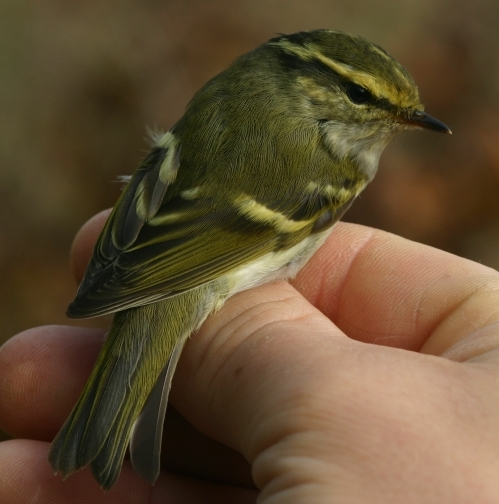
Gyűrűzött királyfüzike a Tömördi Madárvártán

A tó vízében nagy tömegben élnek az apró, lebegő életmódot folytató ágascsápú és evezőlábú rákok (köznapi nevükön vízibolhák és kandicsrákok). Tavasszal számos kétéltűfaj keresi fel a tavat peterakás céljából, mint például a pettyes gőte, a vöröshasú unka, a barna varangy és a zöld levelibéka. Az erdősebb részek két gyakori békafaja az erdei béka és a gyepi béka. A hüllők közül a leggyakoribb a területen a fürge gyík, de él itt vízisikló és törékeny gyík is. A kisemlősök közül jellemző a területre a mogyorós pele, a törpeegér és az erdei cickány, de két kivétellel az összes hazai cickányfaj előfordulását sikerült már kimutatni.
A vízimadarak közül gyakori fészkelő a kis vöcsök, a tőkés réce, a vízityúk, a pettyes vízicsibe és a guvat, melyek leginkább a harmatkásás, gyékényes részeket kedvelik. A partimadaraknak főleg a tavaszi és az őszi vonulás idején figyelhetők meg jelentősebb állományai, többek között a kis sárszalonka, a sárszalonka és a réti cankó kisebb csapatai fordulnak itt elő. A bokrosok és az erdők leggyakoribb madarai közé tartozik a vörösbegy, előfordul itt a királykák mindkét hazai faja, a sárgafejű királyka és a tüzesfejű királyka is.

## Eredményei
- A három madárgyűrűzési időszakban összesen 135 madárfaj 124.005 példányát gyűrűzték meg 1998 és 2017 között. Az egyes évek gyűrűzési eredményei a Cinege, Vasi Madártani Tájékoztató világhálón is elérhető köteteiben olvashatóak a következő oldalon: https://web.archive.org/web/20160123042736/http://www.chernelmte.extra.hu/chcinege.html
- A madárgyűrűzési adatok feldolgozása, elemzése alapján a szakemberek sok új ismerettel gazdagodtak egyes ritka madárfajok elterjedésével, gyakori madárfajok állományának változásával, vonulásuk időbeli alakulásával és a vonuló példányok élőhely-választásával kapcsolatban is. A madárvárta eredményeit számos főiskolai/egyetemi diplomamunkában, tudományos diákköri dolgozatban, doktori disszertációban, magyar és angol nyelvű tudományos folyóiratok cikkeiben, önálló tanulmánykötetben, a Magyar madárvonulási atlasz című kötetben, továbbá hazai és külföldi konferencia-előadásokon tették közkincsé, mindenki számára elérhetővé.
- A Madárvárta egyik legfontosabb publikációja Vonuló madarak időbeli változása és térbeli eloszlása. A Tömördi Madárvárta madárgyűrűzési eredményei 1998 és 2007 között címmel jelent meg, Gyurácz József és Bánhidi Péter munkájaként; a tanulmány angol nyelven elérhető az interneten is, ahol a http://chernelmte.extra.hu/chernelmte.html oldalról tölthető le.
- A hazánkban ritka madárfajok közül sikerült már itt megfogni a kucsmás poszáta és a kerti sármány egy-egy példányát is.
- A kékfarkú (Tarsiger cyanurus) és a berki nádiposzáta (Acrocephalus dumetorum) Tömördön befogott példányai az első bizonyítékai voltak e fajok hazai előfordulásának. A kucsmás poszáta (Sylvia melanocephala) tömördi befogása volt a második igazolása a mediterráneumban fészkelő madárfaj magyarországi elterjedésének. Törpekuvikot (Glaucidium passerinum) Magyarországon elsőként ugyancsak a Tömördi Madárvártán gyűrűztek.
- Az évente befogott madarak egyedszáma (éves fogás) alapján az elmúlt húsz évben igen jelentős állománycsökkenést tapasztaltak azoknál a fajoknál, melyek hosszú távú vonulók, a telet a Szaharától délre töltik, és mezőgazdasági környezetben fészkelnek. Ilyenek a füsti fecske (Hirundo rustica), réti tücsökmadár (Locustella naevia), mezei poszáta (Sylvia communis), rozsdás csuk (Saxicola rubetra), cigánycsuk (S. torquatus), tövisszúró gébics (Lanius collurio). Ugyancsak jelentős egyedszám-csökkenést mutatott a városi környezetben is fészkelő és Afrikában telelő molnárfecske (Delichon urbicum), valamint a nem vonuló mezei veréb (Passer montanus) állománya is a vizsgált időszakban. A tömördi befogások alapján a rövid távú vonulók és elsősorban az erdőkben, parkokban fészkelők állománya viszont jelentősen, fokozatosan növekedett 1998 és 2016 között. Ezek a fajok a fekete rigó (Turdus merula), énekes rigó (Turdus philomelos), vörösbegy (Erithacus rubecula), barátposzáta (Sylvia atricapilla), csilpcsalpfüzike (Phylloscopous collybita).
- A barátposzáta esetében egyértelműen sikerült pozitív összefüggést kimutatniuk az áprilisi hőmérséklet és a CES napokon, valamint az augusztus 15-ig, még az őszi vonulás megindulása előtt, a diszperziós időszakban befogott helyi fiatal madarak (a gyűrűzés évében keltek ki a tojásból) egyedszáma között. A vizsgált időszakban az áprilisi hőmérséklet és a fiatal barátposzáták egyedszáma is egyértelműen növekvő tendenciát mutatott.
- Az énekes rigónál a helyi fészkelők és az átvonuló példányok éves fogása is jelentősen növekedett a vizsgált időszakban. Egy lengyel gyűrűs énekes rigó tömördi befogása alapján feltételezhető, hogy e madárfaj hazánk területén átvonuló példányainak egy része a Kárpátoktól északra fészkelő állományokból származik. Az állományváltozások felhívják a figyelmet az agrárterületek madarakat negatívan érintő környezeti állapotára és a szükséges természetvédelmi intézkedések megtételére is.
- A guvat (Rallus aquaticus), a területen előforduló nádiposzáta (Acrocephalus spp.) és tücsökmadár (Locustella spp.) fajok, valamint a nádi sármány (Emberiza schoeniclus) éves fogása is nagymértékben függött a tömördi tóban lévő víz mennyiségétől, illetve a mocsári növényzet kiterjedésétől. Mindkét környezeti tényező a vizes élőhelyeket kedvelő madárfajok számára kedvezően alakult a tómeder 2001-ben elvégzett tisztítását követően. 2016-ban a nád (Phragmites australis) is megjelent a mocsárban.
- Más madárfajok, elsősorban a részleges vonulók éves fogása igen jelentős ingadozást mutatott. Egyes, ún. inváziós években több száz példányt is fogtak belőlük, míg más években száznál kevesebbet, vagy egyet sem. Ilyenek például a fenyvescinege (Parus ater) és kék cinege (Parus caeruleus), melyeknek elsősorban a fiatal példányai pihennek meg a tömördi bokrosokban az inváziós évek szeptemberében, illetve októberében. A visszafogott madarak számából és tartózkodási idejéből azt is tudják, hogy az ekkor érkező cinegék többsége egy-két napos megállás után tovább is vonul a nyugat-dunántúli területekről. Külföldi gyűrűs madarak tömördi és a Tömördön gyűrűzött madarak külföldi megkerülései azt mutatják, hogy a vizsgálati területen átvonuló kék cinegék egy része Csehországból érkezik, illetve a helyi fészkelők és az átvonulók egy része Horvátországban vagy Olaszországban telel.
- A befogott madarak egyedszáma alapján a vörösbegy a leggyakoribb énekesmadár Tömördön az őszi vonulási időszakban. A napi fogások és visszafogások alapján négy rövidebb időszakot, ún. vonulási hullámot különíthettek el a nyári-őszi perióduson belül. Az első, július végétől szeptember közepéig tartó fogási időszakban befogott vörösbegyek szárnyhossz, testtömeg és becsült zsír (vonulási zsírtartalék) értékének átlaga minden évben lényegesen kisebb volt, mint a szeptember második felében, illetve október-novemberben befogott madaraké. Az első időszakban befogott madarak még nem érkezhettek nagyobb távolságból, a hazai fészkelő populációkhoz tartoznak. A visszafogott madarak tartózkodási idejéből tudható, hogy hazai fészkelők egy része még itt van, amikor a második és harmadik vonulási hullámban, szeptember második felében és októberben megérkeznek a hosszabb szárnyú, nagyobb testtömegű vörösbegyek. A tömördi és északabbi költőpopulációk madarainak megkerülési és biometriai (pl. szárnyhossz) adatait összehasonlítva arra lehet következtetni, hogy az őszi vonulásuk során, szeptember-októberben Tömördön megpihenő vörösbegyek többsége Csehország, Szlovákia és Lengyelország területén fészkelő állományokból származik. Az október végén, november elején befogott madarak szárnyhossz-, testtömeg- és zsír-átlaga a legnagyobb a négy időszakban befogott madarak biometriai értékei közül. A legnagyobb testméretű és legnagyobb vonulási zsírtartalékkal rendelkező vörösbegyekről azt feltételezik, hogy a legtávolabbi, legészakabbi költőterületekről, Skandináviából és Északnyugat-Oroszországból származnak. Amikorra ezek a vörösbegyek a tömördi területre érkeznek, addigra a hazai fészkelők többsége már elhagyja a területet. Erre utal az, hogy a júliustól szeptember közepéig meggyűrűzött madarak közül eddig egyet sem fogtak vissza Tömördön október közepe után. A külföldi vonatkozású megkerülések alapján, a Tömördön gyűrűzött madarak jelentős része dél-délkeleti irányba folytatja őszi vonulását és Olaszországban telelhet. A vörösbegy vonulásával kapcsolatos vizsgálatok arra is felhívják a természetvédelemmel foglalkozók figyelmét, hogy egy adott terület (pl. a tömördi erdők és bokros élőhelyek) különböző, jól körülhatárolható földrajzi területeken fészkelő madarak számára lehet fontos pihenő- és táplálkozóhely a vonulási időszakban. A fészkelő állomány sorsa pedig attól is függ, hogy a vonulást és a telelést hány egyed tudja sikeresen túlélni.
- A befogott madarak térbeli eloszlásával kapcsolatos kutatások azonban azt is feltárták, hogy egy adott élőhely különböző adottságú részei nem egyforma jelentőségűek egy madárfaj egyedei számára. A biztonságosabb búvóhelyet, jobb táplálékforrást biztosító élőhelyrészek korlátozottan állnak rendelkezésre a madarak számára, ezért ezekért verseny (kompetíció) folyik a madarak között. A fekete rigónál megállapították, hogy az őszi vonulási időszakban a faj szempontjából a ragadozók (pl. karvaly) ellen hatékonyabb védelmet, valamint jobb táplálkozási feltételeket (pl. több vadkörte termés) biztosító erdei és bokros élőhely-részeket elsősorban a nagyobb testméretű, jobb kondícióban lévő domináns hímek foglalják el a madarak korától függetlenül, ezért a tojók nagy része kiszorul a kevésbé biztonságos, nyíltabb és kevesebb táplálékot biztosító bokros-gyepes élőhely-típusokba. Ez a jelenség azzal a tanulsággal szolgál az élőhely-védelem számára, hogy egy faj védelme szempontjából figyelembe kell venni a madarak élőhely-választásának ivarfüggését is, mert a hímek és tojók túlélését egyaránt segíteni kell egy faj hatékony védelméhez.
- A madarak megfelelő élőhely-választása és az adott élőhelyen eltöltött idő nagymértékben befolyásolja a vonulás sikerességét. Ettől függhet, hogy a vonuló madár milyen gyorsan tudja megtenni a vonulási utat, időben eléri-e a telelőterületét, ahol ugyancsak verseny folyik a legjobb élőhelyekért. A barátposzáta hím és tojó példányai egyaránt a lehető leggyorsabban megpróbálják elérni a telelőterületüket, ezt bizonyítják a Tömördön ősszel gyűrűzött és még ugyanezen őszi periódusban, de nem a gyűrűzés napján visszafogott barátposzáták alacsony aránya. A hímek 3,76%-át (177 példány), a tojók 6,33%-át (256 példány) fogták vissza. Ezek azok a madarak, amelyek a fogás napján túl még legalább egy napot töltöttek a vizsgálati területen, a többiek valószínűleg egy nap után tovább vonultak. A visszafogott madaraknak lényegesen rövidebb volt a szárnyhossz átlaga, kevesebb volt az első befogáskor becsült vonulási zsírtartaléka, mint a nem visszafogott példányoknak. Ezért is kényszerülhettek hosszabb pihenőidőre, átlagosan 10,73 napot töltöttek a tömördi területen a visszafogott barátposzáták. A hosszabb ideig Tömördön tartózkodó madarak nagyobb mértékben raktároztak zsírt, növelték testtömegüket az első befogáshoz képest, mint az egy-két nap után tovább vonuló példányok. Egy fiatal hím példány mutatta a legnagyobb változást, 33 nap alatt 6,4 grammal növelte testtömegét. A visszafogott madarak átlagos testtömeg gyarapodása 1,16 gramm volt. Ezek az eredmények arra is utalnak, hogy egy fajon belül, az egyes egyedek mennyire eltérő módon alkalmazkodhatnak azokhoz a körülményekhez, melyekkel a vonulás során találják szembe magukat.
- A génállományukat, szervezeti felépítésüket, élőhely- és táplálékválasztásukat tekintve is nagyon hasonló, egy nembe (genusba) sorolt madárfajok napi fogásainak összehasonlítása alapján tisztán feltárulnak előttünk a fajok, pl. a Phylloscopus genus egyedei között feltételezhető, nagymértékű kompetíció elkerülését eredményező, természetes kiválasztódáson alapuló vonulásdinamikai (fenológiai) elkülönülés. A sisegő füzike (Ph. sibilatrix), a fitiszfüzike (Ph. trochilus) és a csilpcsalpfüzike (Ph. collybita) Tömördön is jellegzetes madárfajok, de nagy számban nem fordulnak elő ugyanazon időszakban. Egyértelműen átfedés van a három füzike őszi vonulásában, de a sisegő füzikék többsége szeptember elejéig már elvonul, mire a fitiszfüzikék nagyobb számban megérkeznek a területre. A fitiszfüzikék többsége pedig október elejéig vonul el, amikor a csilpcsalpfüzikék nagy számban mozognak, táplálkoznak a tömördi területen. A jelenség azt is bizonyítja, hogy egy adott élőhely szezonálisan más-más faj egyedei számára jelent fontos pihenő- és táplálkozóhelyet az őszi vonulás időszakában.
- A gyűrűs madarak megkerülése alapján a madarak természetbeni életének hosszára is lehet következtetni. Egy 2003-ban a madárvártán gyűrűzött zöld küllőt (Picus viridis) 2011-ben találtak meg elpusztultan Tömördön. Ez volt az eddigi legidősebb ismert korú zöld küllő Magyarországon.
- A tudományos adatgyűjtés mellett a Tömördi Madárvártán figyelmet fordítanak a környék természeti értékeinek megőrzésére és az emberek, elsősorban a gyerekek szemléletformálásra is. Az ember és a természet kapcsolatában a madarak kiemelt jelentőségét és pozitív szerepét támasztják alá a madarak társadalmi hatásai. Általában elmondható, hogy lényegesen többet – bár sosem eleget – tudunk a madarak elterjedéséről, viselkedéséről, állományváltozásuk okairól, mint más állatokéról. Ez biztosítja azokat a tudományosan igazolt ismereteket, amik a madarakon keresztül a szélesebb körű természetismeret (viselkedésökológia, közösségökológia, etológia, evolúcióbiológia, konzervációbiológia, biogeográfia) oktatását lehetővé teszi a közoktatásban és a felsőoktatásban egyaránt. Ezért építették be a szombathelyi biológiatanár mesterképzésbe és biológus alapképzésbe a tömördi helyszínt és a madárvárta programjait is. A madárgyűrűzési bemutató óvodás korú gyermekek számára is lehetőséget ad a fajismeret bővítésén túl a madárral való „személyes” találkozásra, a meggyűrűzött madár szabadon engedésére, pozitív természeti élmény átélésére. A madárvártán eltöltött néhány nap és azt ott elvégzett fizikai és szellemi munkák azonban a gyerekek önellátásra, csapatmunkára, együttműködésre és felelősségtudatra nevelésében is hatékony eszköznek bizonyultak. Évente több száz óvodás és diák szerez egy életre szóló pozitív élményt a madarakról a madárvártán.